# 네드 요스트
에드가 프레더릭 "네드" 요스트 3세(Edgar Frederick "Ned" Yost III, 1954년 8월 19일 ~ )는 전직 메이저 리그 베이스볼 포수이자 밀워키 브루어스와 캔자스시티 로열스의 전직 감독이다.  그는 브루어스, 텍사스 레인저스와 몬트리올 엑스포스를 위하여 활약하였다.

## 어린 시절
캘리포니아주 유리카에서 태어난 요스트는 더블린에 있는 더블린 고등학교에 다니면서 야구를 하였다.  그는 자신의 주니어와 시니어 세월들을 대비하여 타구에 상당한 어려움을 가졌고, KFC에서 냄비를 닦는 일을 하면서 육체적 힘을 쌓은 후에 향상시켰다.  고등학교 후에 요스트는 헤이워드에 있는 채봇 주니어 칼리지에서 수학하여 다른 대학들을 위하여 활약하는 데 아무 제공들을 받지 않은 후 채봇의 야구 팀에 입단하였다.

## 선수 경력
요스트는 1974년 메이저 리그 베이스볼 드래프트에서 두번이나 선발되었으며 처음에 1월 두번째 라운드 (전체 33위)에서 몬트리올 엑스포스에 의하여 선발되었으나 6월 이차 회로 단계의 첫 라운드 (전체 7위)에서 자신을 고른 뉴욕 메츠와 함께 자신의 첫 프로 계약을 맺었다.  그는 1977년 12월 5일 룰 5 드래프트에서 브루어스로 갔다.
선수로서 요스트는 1982년 월드 시리즈를 포함한 1980년부터 1983년까지 주로 백업 포수로서 이용되었고, 그러고나서 텍사스 레인저스 (1984년, 레인저스와 함께 경력 사상 18개의 경기를 가져 .182 점을 타구)와 한해를 보냈으며 은퇴하기 전에 엑스포스 (1985년)를 위하여 5개의 경기를 활약하였다.
그는 한 시즌에 전혀 242개보다 많은 타수를 가지지 않았다.  그는 605개의 타수에서 .212 타구 평균과 .237 출루율과 함께 자신의 경력을 끝냈다.  그는 .982 수비율 (리그 평균은 .987)을 가졌다.
요스트는 자신의 선수 시절과 코치 시절 사이에 미시시피주 잭슨에서 잠시 박제사로 두번째 경력을 가졌다.

## 코치 경력
마이너 리그에서 잠시 병역의 감독을 맡은 후에 요스트는 애틀랜타 브레이브스 조직에 가입하였다.  그는 1991년부터 1998년까지 브레이브스의 불펜 코치였고, 클리블랜드 인디언스를 꺾은 1995년 월드 시리즈 우승 팀의 일부로서 링을 얻었다.  그는 또한 미네소타 트윈스 (1991년), 토론토 블루제이스 (1992년)과 뉴욕 양키스 (1996년, 1999년)에게 각각의 시리즈를 패한 내셔널 리그의 페넌트 우승 팀 (1991년, 1992년, 1996년, 1999년)의 일부이기도 하였다.  1999년 요스트는 자신이 2002년의 말기까지 자신이 유지했던 포지션으로 브레이브스의 3루 코치가 되었다.

## 감독 경력

### 밀워키 브루어스
2002년 10월 28일 요스트는 제리 로이스터의 뒤를 이어 브루어스의 감독으로 임명되었다.  내셔널 리그의 감독 토니 라 루사는 2005년 메이저 리그 베이스볼 올스타 게임의 자신의 코치의 일부로 요스트를 임명하였다.
요스트의 재직 기간은 브루어스 프랜차이즈의 부흥을 감시하여 그들을 패배 기록들에서 챔피언십 경쟁자로 이끌었다.  하지만 그의 팀들은 불일치에 시달려 2007년 시즌 동안 디비전에서 가장 눈에 띄게 큰 지도력과 2008년 와일드카드 경주에서 중요한 이점을 낭비하였다.  요스트는 2007년 올해의 감독을 위한 투표에서 7위를 하였다.  브루어스와 함께 선수로서 자신의 셔츠에 등번호 5번을 입었던 동안 감독으로서 그는 자신의 가까운 친구인 NASCAR 경주자이자 야구 팬 데일 언하트에게 추모로서 자신의 셔츠에 등번호 3번을 입었다.
요스트의 감독직은 2007년 후순에 폭격을 받았다.  시즌 동안 브루어스는 6월 23일까지 시카고 컵스에 8 승 1 패/2개의 경기 디비전 지도력을 보유하였으나 이점을 붙잡는 데 실패하여 컵스의 뒤로 밀린 2개의 경기를 끝냈다.  요스트의 불펜 관리, 정렬 전략과 벤치 관리가 비난을 받았다.  그는 또한 시즌의 마지막 주에 3개의 경기들의 외부로 던져졌다.  하지만 총지배인 더그 멜빈은 2008년 시즌을 위하여 요스트의 복귀를 공고하였다.
그는 정규 시즌에서 남은 12개의 경기와 함께 2008년 9월 15일 감독으로서 해고되었다.  브루어스는 아직도 플레이오프 경주에 있었으나 자신들의 14개 경기 중에 11개를 패하였다.  요스트는 457 승 502 패의 기록과 함께 자신의 브루어스 경력을 끝냈다.  3루 코치 데일 스웨임은 그의 당분간 대체에 임명되어 시즌의 말기까지 지내면서 브루어스가 1982년 월드 시리즈로 이룬 이래 포스트시즌으로 자신들의 첫 여행을 위하여 시즌의 마지막 날에 와일드 카드 자리를 잡는 데 이끌었다.  그들은 2008년 내셔널 리그 디비전 시리즈에서 결국적 월드 시리즈 우승 팀 필라델피아 필리스에게 3개의 경기에서 하나로 제거되었다.
2009년 시즌에 이어 요스트는 휴스턴 애스트로스의 다음 감독이 될 후보였지만 그 포지션은 브래드 밀스에 의하여 채워졌다.

### 캔자스시티 로열스
2010년 5월 13일 요스트는 캔자스시티 로열스의 감독으로 임명되어 트레이 힐만을 대체하였다.  2012년 시즌을 대비하여 로열스는 요스트를 2013년 시즌을 통한 연장 계약으로 맺었다.  2013년 시즌에 요스트는 2003년 이래 그들의 첫 우승 시즌으로 로열스와 함께 86 승 76 패의 기록을 게시하였다.
2014년 요스트는 로열스를 1985년 이래 그들의 첫 플레이오프 위치로 이끌어 89 승 73 패로 끝났다.  요스트의 로열스는 29년 만에 팀에게 그들의 첫 아메리칸 리그 페넌트를 주는 데 아메리칸 리그 챔피언십 시리즈에서 볼티모어 오리올스를 4개의 경기에서 휩쓸었다.  그렇게 하면서 팀은 자신들의 8연속 플레이오프 경기를 우승하는 데 메이저 리그 베이스볼 역사상 첫 팀이 되었다.  그러고나서 로열스는 샌프란시스코 자이언츠에 의하여 2014년 월드 시리즈에서 4개의 경기에 3개로 꺾였다.  요스트는 2014년 올해의 감독을 위한 투표에서 3위를 하였고, 2016년을 통하여 팀과 함께 오프시즌에서 1년 연장 계약을 맺었다.
2015년 시즌의 시작에서 요스트는 2003년 이래 팀의 역사상 시즌으로 최고의 시작에 특정을 지은 7 승 0 패의 출발로 이끌었다.  감독으로서 자신의 5번째 전임적 시즌에서 요스트는 로열스 역사상 장기적으로 재직한 감독이 되었다.  그는 후에 또한 그해 6월 18일 밀워키 브루어스에 3 대 2의 우승 후에 로열시 팀 역사상 우승 감독이 되기도 하였다.  2015년 정규 시즌의 최종의 날에 요스트의 로열스는 95 승 67 패에 아메리칸 리그에서 최고 기록을 잡아 올스타 게임에서 아메리칸 리그의 승리의 미덕에 의하여 월드 시리즈를 포함한 플레이오프들을 통하여 캔자스시티의 홈구장 이점을 주었다.  로열스는 1985년 이래 캔자스시티에 첫 월드 시리즈 우승을 가져오고 요스트에게 감독으로서 그의 첫 타이틀을 주는 데 애스트로스, 블루제이스, 그리고 최후적으로 뉴욕 메츠를 꺾었다.
그해 8월 18일 메이저 리그 베이스볼은 경기 시간 동안 더그아웃에서 조직의 인터넷이 활성화된 장치의 정책 때문에 그들로부터 받은 애플 손목 시계를 이용한 것에 관하여 요스트에게 경고를 주었다.  요스트는 2014년 아메리칸 리그 페넌트를 우승한 것으로 메이저 리그 베이스볼로부터 손목 시계를 선물로 받았다.  요스트는 후에 지방 라디오 방송국에게 애플 손목 시계의 네트워크 속성들이 활동적인 아이폰 연결과 함께만 유용한 것을 배운 후에 메이저 리그 베이스볼이 경고를 취소했다는 것을 말하였다.
요스트는 가끔 자신의 색다른 결정을 만들고, 세이버메트릭스의 배제로 비판을 받아왔으나 자신의 방법들이 작동한다고 주장한다.
2016년 2월 18일 로열스가 팀과 함께 확장 계약을 맺었다는 것을 공고하여 2018년 시즌을 통하여 그를 감독으로 지켰다.
9월 17일 여스트는 로열스가 시카고 화이트삭스에 3 대 2로 거둔 승리에 자신의 감독 경력에 자신의 1,000번째 승리를 얻었다.  로열스 프랜차이즈 역사상 우승 감독 (543개 우승)으로서 자신의 총수를 더한 동안 화이트 허조그 (410개 우승)와 딕 하우저 (404개 우승)를 앞섰다.  2016년 그는 67.6%에 10개 혹은 그 이상의 도전과 함께 다른 메이저 리그 베이스볼 감독보다 도전을 재생하는 더욱 높은 퍼센티지에 성공적이었다.
2018년 그는 그는 75.6%에 10개 혹은 그 이상의 도전과 함께 다른 메이저 리그 베이스볼 감독보다 도전을 재생하는 더욱 높은 퍼센티지에 성공적이었다.
2019년 9월 23일 요스트는 2019년 시즌의 말기에 자신이 은퇴할 것이라고 공고하였다.

## 개인 생활
요스트와 그의 부친 데보라는 4명의 자녀를 두었고, 오프시즌 동안 조지아주 시골 지역에 살고 있다.  그의 아들들 중 하나인 네드 요스트 4세는 브루어스의 클래스 AAA 제휴 팀 샌안토니오 미션스의 코치를 지내고 있다.  2009년 코치가 되는 것에 대비하여 어린 요스트는 마이너 리그에서 자신의 3번째 시즌에 2007년 클래스 A 브리버드 카운티 매너티스를 위하여 1루에서 활약하였고 .283 장타율과 함께 .248 점을 타구하였다.
2017년 11월 4일 요스트는 자신이 20 피트로 떨어졌을 때 조지아주에 있는 저택 근처에 나무 스탠드에 있었다. 그는 부러진 골반을 견디어 냈고, 그의 의사는 요스트가 출혈과 사망할 것 같다고 근심을 가졌다.  요스트는 후에 자신이 떨어질 당시 만약 자신의 셀폰이 없었다면 죽었을 것이라고 확신하였다는 것을 말하였다.  그는 후에 버라이즌을 위한 텔레비전 광고에 나와 자신의 생명을 구하면서 그 와이어리스 서비스를 인정하였다.

## 연도별 타격 성적
| 연 도     | 소 속     | 경 기 | 타 석 | 타 수 | 득 점 | 안 타 | 2 루 타 | 3 루 타 | 홈 런 | 루 타 | 타 점 | 도 루 | 도 루 자 | 희 생 번 | 희 생 플 | 볼 넷 | 고 4 | 사 구 | 삼 진 | 병 살 타 | 타 율 | 출 루 율 | 장 타 율 | O P S |
| --------- | --------- | ----- | ----- | ----- | ----- | ----- | ------- | ------- | ----- | ----- | ----- | ----- | -------- | -------- | -------- | ----- | ---- | ----- | ----- | -------- | ----- | -------- | -------- | ----- |
| 1980년    | MIL       | 15    | 31    | 31    | 0     | 5     | 0       | 0       | 0     | 2     | 0     | 0     | 0        | 0        | 0        | 0     | 0    | 0     | 6     | 1        | .161  | .161     | .161     | .323  |
| 1981년    | MIL       | 18    | 30    | 27    | 4     | 6     | 0       | 0       | 3     | 15    | 3     | 0     | 0        | 0        | 0        | 3     | 0    | 0     | 6     | 0        | .222  | .300     | .556     | .856  |
| 1982년    | MIL       | 40    | 107   | 98    | 13    | 27    | 6       | 3       | 1     | 42    | 8     | 3     | 1        | 2        | 0        | 7     | 0    | 0     | 20    | 1        | .276  | .324     | .429     | .752  |
| 1983년    | MIL       | 61    | 210   | 196   | 21    | 44    | 5       | 1       | 6     | 69    | 28    | 1     | 0        | 8        | 1        | 5     | 0    | 0     | 36    | 6        | .224  | .243     | .352     | .595  |
| 1984년    | TEX       | 80    | 251   | 242   | 15    | 44    | 4       | 0       | 6     | 66    | 25    | 1     | 2        | 2        | 1        | 6     | 0    | 0     | 47    | 5        | .224  | .243     | .352     | .595  |
| 1985년    | MON       | 5     | 11    | 11    | 1     | 2     | 0       | 0       | 0     | 2     | 0     | 0     | 0        | 0        | 0        | 0     | 0    | 0     | 2     | 0        | .182  | .182     | .182     | .364  |
| 통산：6년 | 통산：6년 | 219   | 640   | 605   | 54    | 128   | 15      | 4       | 16    | 199   | 64    | 5     | 3        | 12       | 2        | 21    | 0    | 0     | 117   | 13       | .212  | .237     | .329     | .566  |